# Atrichopleura conjuncta
Atrichopleura conjuncta är en tvåvingeart som beskrevs av Malloch 1931. Atrichopleura conjuncta ingår i släktet Atrichopleura och familjen dansflugor. Inga underarter finns listade i Catalogue of Life.